# Emmy Göring
Pour les articles homonymes, voir Goering (homonymie).
Emmy Göring, née Emma Johanna Henny Sonnemann le 24 mars 1893, morte le 8 juin 1973, est une comédienne allemande des années 1920 et 1930.
Mariée en premières noces à Karl Köstlin, entre 1915 et 1920, elle divorce et poursuit une carrière de comédienne remarquée à Weimar. En 1932, elle rencontre Hermann Göring, veuf depuis un an, président du Reichstag et compagnon de route du futur chancelier Adolf Hitler. Leur relation est d’abord secrète, jusqu’à ce qu’ils se marient lors d'une cérémonie fastueuse, en 1935. Elle mène depuis le début des années 1930 une carrière d’actrice de cinéma, mais y met un terme, comme à sa carrière de comédienne de théâtre, après son mariage. Elle remplit alors le rôle d'hôtesse à diverses réceptions officielles données par Adolf Hitler, participe à des voyages diplomatiques et organise avec son époux fêtes et cérémonies. Le couple a une fille, Edda, née en 1938.
Emmy Göring est incarcérée à la fin de la guerre et mise en accusation en 1947. Son procès donne lieu à des avis divergents, celle-ci mettant en avant l’aide apportée à des collègues juifs, alors que ses détracteurs affirment au contraire une adhésion réelle au régime et le profit des ressources financières de son mari. Elle est finalement condamnée à un an de camp de travail en 1948 puis revient vivre à Munich, avec sa fille, où elle finit ses jours en 1973, après avoir publié une autobiographie.

## Biographie

### Enfance, études et premier mariage

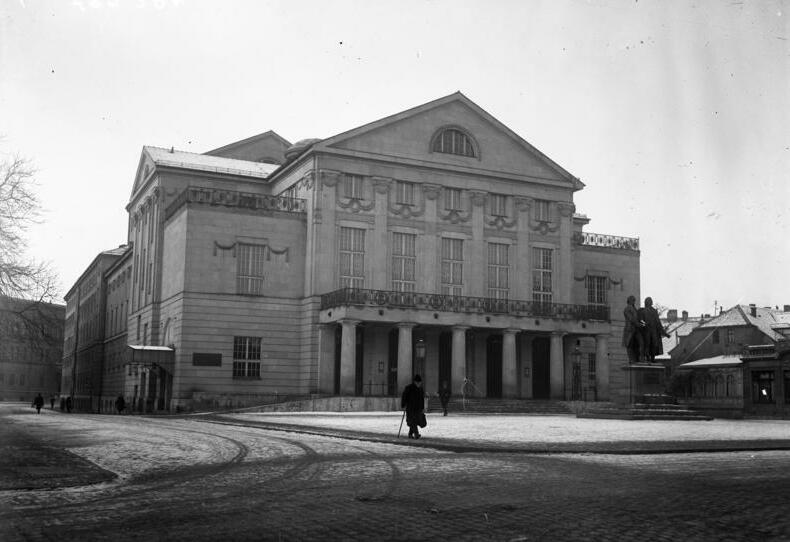
Le théâtre national allemand en 1923, où joua la mère d’Emmy puis Emmy elle-même.

Née à Hambourg, dans l'Empire allemand, le 24 mars 1893, Emma Sonnemann (habituellement surnommée de son diminutif « Emmy ») grandit dans une famille aisée. Son père est un riche commerçant et sa mère une comédienne au théâtre national allemand, à Weimar. Elle a quatre frères et sœurs. En 1911, après des études, notamment à Berlin, et la lecture du Marchand de Venise, de Shakespeare, qui la marque, elle ambitionne de devenir comédienne. Son père tout d'abord refuse, et souhaite qu’elle fonde un foyer ; sa mère la soutient, à la condition qu’elle réussisse les auditions pour une bourse au sein d'une école d’art dramatique. Alors qu'il y a seulement deux places à pourvoir, Emmy Sonnemann réussit, en interprétant le rôle de Marguerite dans Faust de Goethe.
En 1915, elle rencontre lors d’une tournée à Munich le comédien Karl Köstlin ; elle l’épouse à Trieste, le 13 janvier 1916. Le couple vacille rapidement : chacun des conjoints poursuit sa carrière de son côté, et le divorce est officialisé au début des années 1920. Elle vit ensuite avec le réalisateur allemand Heinrich von Gerssel, de 1923 à 1926[réf. nécessaire].

### Carrière de théâtre
Comédienne, Emmy Sonnemann réside à Weimar à partir de 1922. Elle est d’abord choisie pour le rôle de Thekla dans Piccolomini de Schiller puis obtient un contrat. Elle joue notamment dans les pièces Don Carlos, Emilia Galotti, Agnes Bernauer et plusieurs grands rôles du répertoire théâtral classique. À l’âge de 38 ans, dans une des villes allemandes où le théâtre excelle, elle est alors à l’« apogée de sa carrière ».

### Rencontre avec Hermann Göring

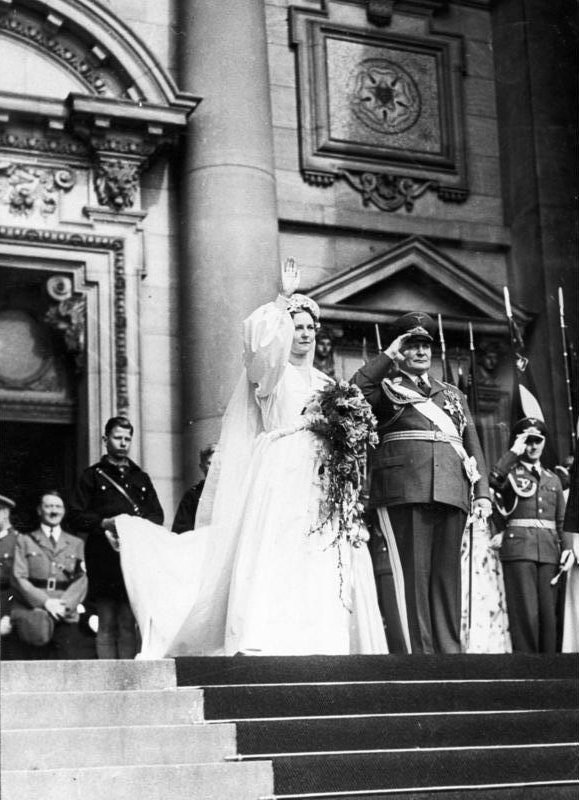
Emmy Göring lors de son mariage avec Hermann Göring, au Berliner Dom, la cathédrale protestante de Berlin, en 1935. Au fond à l'entrée de la cathédrale, Adolf Hitler.

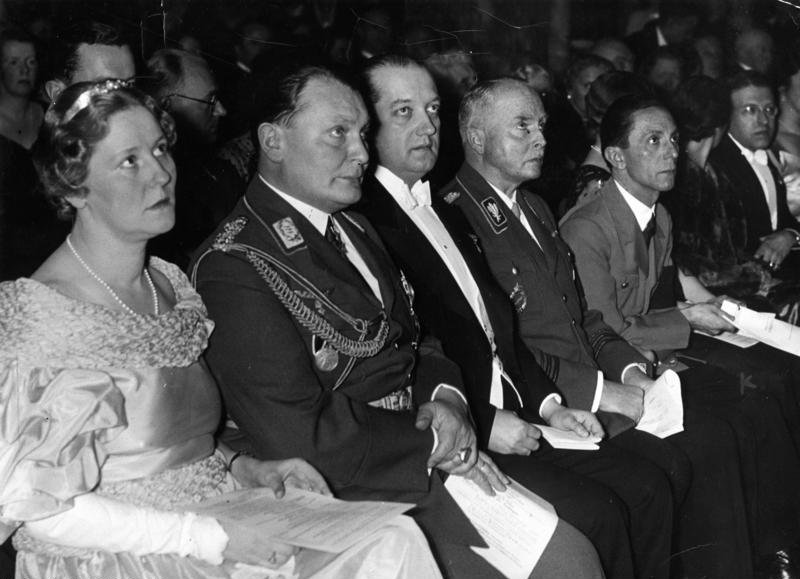
Emmy Göring (à gauche), avec son mari à un concert, en 1935. Józef Lipski, ambassadeur de Pologne en Allemagne, est le troisième personnage en partant de la gauche et Joseph Goebbels, ministre de la Propagande, le cinquième.

Elle aperçoit Hermann Göring, pour la première fois, à Weimar au début de l'année 1932, alors qu'il est déjà l’un des chefs de file du NSDAP et député au Reichstag. Elle ne lui parle pas : venu avec Adolf Hitler au Kaisercafé, où elle a l’habitude de se rendre, les dirigeants nazis souhaitaient se faire des contacts dans le monde artistique. Elle confessera plus tard avoir confondu Göring avec Joseph Goebbels. Elle le revoit peu de temps après, toujours à Weimar, lors d’une promenade au parc Belvédère. Elle est touchée par le discours qu’il lui tient à propos de sa femme morte d’une crise cardiaque en 1931 (Carin, dont il était éperdument amoureux). Emmy l’avait alors déjà croisée dans le passé, sans lui adresser la parole. Ayant perdu sa mère récemment, le sort de cet homme veuf la charme, et elle confie bientôt à une amie qu’elle est « heureuse, après tant d’années, d’avoir rencontré en Hermann un homme qui correspond à mes idées ». Il lui offre un portrait de sa femme défunte et bientôt, alors qu’il est en Italie, lui envoie un courrier avouant ses sentiments.
Au départ, il la fait passer pour sa secrétaire ; « grande, blonde et d’aspect imposant » elle représentait l'image mythifiée de la « femme germanico-nordique », comme Carin avant son décès. Hermann Göring voue toujours un culte à sa première femme, ce qu’Emmy accepte sans trop d'opposition. Le couple habite à Berlin, dans un appartement au 34, Kaiserdamm ; une pièce-musée est alors consacrée à la mémoire de Carin, avec le mobilier et les affaires qu’elle aimait, notamment son harmonium : seul Göring peut y entrer. La résidence de Carinhall honore encore sa mémoire, avec de nombreuses photographies ainsi que deux yachts utilisés sur le lac voisin, baptisés Carin I et Carin II. En 1936, Göring baptise un autre pavillon de chasse, plus petit, « Emmyhall », le pavillon de chasse de Rominten (aujourd'hui Krasnolesye), le Reichsjägerhof.
À Berlin, lors de la veillée aux flambeaux qui suit la nomination d’Hitler comme chancelier, le 30 janvier 1933, Emmy assiste depuis l'hôtel Kaiserhof au spectacle. Après l’incendie du Reichstag, fin février, elle défend son mari et prétend le disculper en assurant qu’ils étaient au téléphone pendant le sinistre. Ministre sans portefeuille dans le premier cabinet Hitler, il est nommé ministre-président de Prusse le 11 avril de la même année : ces nominations ont des répercussions sur la carrière d’Emmy, Göring intervenant en sa faveur pour qu’elle ait le rôle-titre dans la pièce Schlageter de Hanns Johst, au Schauspieltheater. Comédienne douée sans être nécessairement talentueuse, elle bénéficie du prestige de son passage à Weimar, « mais, à l’âge de quarante ans, Emmy Sonnemann n’aurait pas pu se hisser de la province à Berlin sans l’aide de son puissant ami ». Elle prend contact avec Hinkel, un des responsables du cinéma allemand au sein de la Chambre de la culture du Reich et joue le rôle d’Hedwig dans le film Guillaume Tell. En mars, Göring est nommé ministre de l'Aviation.

### Mariage
En février 1935, Göring propose à Emmy de l’épouser. Les fiançailles ont lieu le 15 mars, en présence des ambassadeurs de France, du Japon et de Hongrie en Allemagne. Ils se marient civilement le 10 avril 1935 à la mairie de Berlin (Rotes Rathaus) puis religieusement dans la cathédrale de la capitale (Berliner Dom). Adolf Hitler est le témoin du marié. La réception qui suit a lieu au Kaiserhof. Anna-Maria Sigmund raconte la cérémonie : « huit orchestres vinrent jouer devant son palais [à Göring] de ministre-président à Berlin. Cette journée avait été déclarée jour férié et sans travail. La veille des noces, mille invités avaient assisté en soirée à l’Opéra national à une représentation de gala d'Hélène égyptienne de Richard Strauss et s’étaient ensuite délectés devant quatre fastueux buffets au champagne. Le jour du mariage, les maisons étaient pavoisées et trente mille soldats formaient le long des rues une haie devant laquelle le couple passa jusqu’à la chancellerie dans une voiture ornée de tulipes et de narcisses, au milieu d'une foule en liesse. Hitler accueillit la jeune mariée avec des orchidées blanches et lui assura qu’elle pouvait à tout moment s’adresser à lui si elle avait quelque souci personnel. […] Le mariage eut lieu à l’hôtel de ville. On se rendit ensuite à la cathédrale, tandis qu’un escadron de chasse ciliés des aviateurs amis de Göring survolait l’assistance dans un bruit de tonnerre ». Le journaliste Louis Lochner (en), correspondant de l’Associated Press en Allemagne écrit ainsi : « On avait l’impression qu'un empereur se mariait ».
Bien qu’Emmy fût une femme divorcée, l’archevêque évangélique Ludwig Müller ne s'opposa pas à marier religieusement le couple. Anna-Maria Sigmund poursuit : « Pour le repas de mariage dans le somptueux Kaiserhof, face à la chancellerie, on invita trois cent vingt parents et amis, parmi lesquels le prince Philipp von Hessen, Auguste-Guillaume de Prusse, Winifred Wagner, la comédienne Käthe Dorsch, le comte suédois Eric Rosen, beau-frère de la première femme de Göring, et des journalistes mondains du monde entier. La mariée portait des bijoux des plus précieux, comme elle l’avait fait pour la représentation à l’Opéra la veille du mariage ». Les cadeaux de mariage sont présentés le lendemain à la presse, même s’ils sont parfois issus de fonds publics, comme le Sénat de Hambourg, qui envoie un « bateau en argent massif qu’Emma avait déjà admiré, enfant, dans sa ville natale » ; le roi Boris III de Bulgarie lui offre un bracelet de saphirs. L'écrivain émigré Klaus Mann réagit vigoureusement en faisant remarquer à sa « collègue artiste » que les dignitaires nazis présents ce jour-là, son mari même, participent à la mise en place d’un État policier inique qui promeut les camps de concentration ; il lui reproche de fermer les yeux. Sur la demande de Göring, la désormais Mme Göring met un terme à sa carrière, après vingt-trois années d’activité : sa dernière pièce est Minna von Barnhelm, de Lessing. Cela ne la désole pas, et elle se plaît dans sa nouvelle vie de famille, d’autant plus que Göring est un mari attentionné.

### Épouse du ministre de l’Aviation

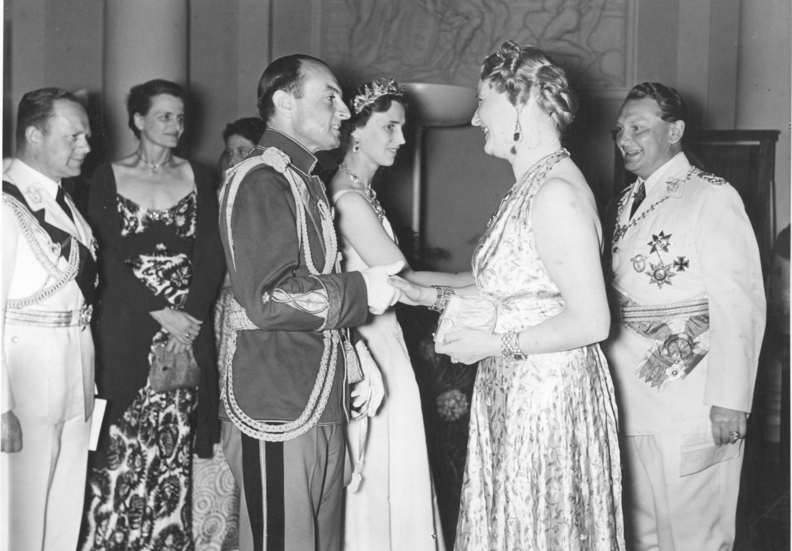
Hermann et Emmy Göring (à droite), avec Paul de Yougoslavie et son épouse Olga de Grèce, en 1939.

Contrairement à d’autres épouses de dignitaires, Emmy Göring n’est pas spécialement proche du Führer. Le couple possède certes une villa à Obersalzberg, quartier de Berchtesgaden dans les Alpes bavaroises, non loin de celle de Hitler (le Berghof), mais par exemple, Emmy ne rencontre jamais Eva Braun, la maîtresse du Führer. Goebbels écrit ainsi dans son journal, à propos d’une représentation théâtrale officielle (Egmont de Goethe, à Berlin, le 8 novembre 1935), alors que Hitler était assis à côté d’Emmy Göring : « Madame Göring comme une reine. Le Führer est assis très modestement à côté d’elle. Il raconte après, dans le train [le train pour Munich], combien il en a souffert ». Des rumeurs circulent par la suite sur ses origines prétendument non aryennes, ainsi que celles de son premier mari : une circulaire du ministère de la Justice s’en fait écho, un « calomniateur » est même incarcéré cinq mois ; cependant le Gotha de 1936, annuaire mondain du comte von Dungern mentionnant également les généalogies des inscrits, n’évoque finalement pas le premier mari d’Emmy.
Le couple a une fille, Edda Harda, née le 2 juin 1938, alors qu'Emmy a 44 ans. L’enfant aurait été ainsi nommée en l'honneur de la comtesse Edda Ciano, fille aînée du Duce Benito Mussolini, mais Emmy déclare en privé qu’il s’agit également du prénom d’une amie. Sa naissance est célébrée par le vol de cinq cents avions au-dessus de Berlin[réf. nécessaire] et la réception de 628 000 télégrammes de nombreux pays, la Luftwaffe assurant même la protection ad corpore de la petite fille ; Adolf Hitler en est le parrain. Le 4 novembre, Edda est baptisée chrétiennement, ce qui vaut au couple Göring les reproches de nombreux dignitaires nazis anti-chrétiens. Des cartes postales mettant en scène Göring et sa fille, Klein-Edda (« petite Edda »), sont distribuées par centaines de milliers. En retour, les Allemands envoient de nombreux cadeaux (par exemple, le maire de Cologne envoie le tableau de la Madone à l’enfant, de Cranach ; même, des officiers et soldats de la Luftwaffe font don de l’argent utilisé pour bâtir la « maison d’Edda », « dans le verger de Carinhall. […] Un petit château [qui] disposait d’une salle de théâtre dans laquelle le ballet d’enfants de l’opéra de Berlin dansait devant le nourrisson ». L’enfant est alors très choyée.
Emmy Göring participe régulièrement aux cérémonies officielles ou aux fêtes organisées et données par son mari ; ses finances personnelles, augmentées de diverses cotisations d’entreprises le lui permettent aisément. Elle profite du faste de la vie de son mari qui possède nombre de propriétés en Allemagne, en Autriche et en Pologne. Elle vit alors au gré des excentricités de son époux, par exemple élever des lionceaux, qu'Emmy même considère finalement comme des animaux domestiques. Elle arbore aussi le collier de diamants porté par le modèle du tableau Portrait d'Adele Bloch-Bauer I de Gustav Klimt, la famille ayant été spoliée de l'œuvre et du bijou par les nazis. À l'inverse d'autres dirigeants nationaux-socialistes, le couple Göring est vraiment populaire dans le Troisième Reich ; cela « reposait essentiellement sur le fait qu’ils n’apparaissaient jamais en public avec des prétentions politiques ». Même, la journaliste juive et exilée Bella Fromm : « Ce n’est pas une intrigante. C’est une femme compatissante, maternelle, du genre Walkyrie. Grande et forte mais d’un charme calme. Ses beaux cheveux blonds encadrent son front de larges tresses. Ses grands yeux bleus ont un regard doux et serein… Emmy est une charmante personne ».
Étrangère à la politique, elle fait néanmoins partie de la suite de son mari lors des visites d’État, comme le 7 avril 1939 en Cyrénaïque où le couple rencontre le gouverneur Italo Balbo (« Ils furent reçus avec une pompe tout orientale, montèrent sur des chameaux, visitèrent les fouilles romaines et assistèrent à des fêtes somptueuses dans le palais du gouverneur ») ou plus tard, à Rome, lorsque Mussolini accueille le couple à la gare Termini.
Elle est caricaturée dans la nouvelle Mephisto de Klaus Mann, en 1936, qui la représente sous les traits de Lotte Lindenthal.

### Fin du Troisième Reich

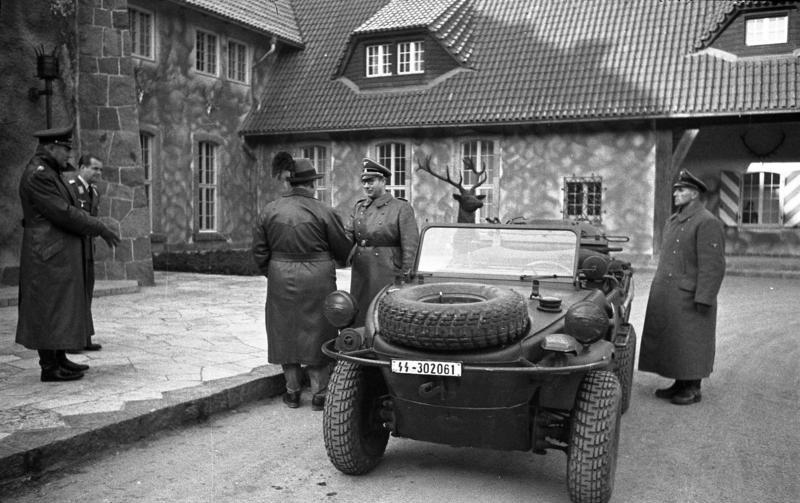
Göring accueillant un responsable SS dans la cour de Carinhall au début des années 1940.

Alors que l’influence politique de Göring diminue après 1938, et surtout après 1941, le couple passe plus de temps ensemble à Carinhall et Veldenstein, alors que leurs fêtes se font moins fréquentes. À la fin de la guerre, le 31 janvier 1945, Emmy part avec sa fille en direction des Alpes bavaroises, à Obersalzberg, éloigné des champs de bataille, après avoir distribué à ses domestiques des bijoux spoliés, en partie, par son mari à la famille Rothschild. Au fur et à mesure des semaines, des amies la rejoignent. Pendant le mois d’avril, Göring fait évacuer ses œuvres d’art (« mille tableaux, quatre-vingt sculptures et soixante gibelins, transportés par train spécial ») et les cache dans une galerie souterraine près des montagnes de Berchtesgaden. Il fait ensuite dynamiter Carinhall, et est toujours à Berlin pour l’anniversaire du Führer le 20 avril mais le 23 suggère à Hitler la mise en application du décret d'avril 1941, faisant de lui le successeur de Hitler, à la suite de quoi Bormann l’accuse de « haute trahison ».
Il est alors « arrêté avec sa famille par un commando SS et interné dans les abris antiaériens du Berghof ». Emmy écrit ultérieurement sur ces quelques jours : « Avant l’effondrement, mon mari, l’enfant et moi avons été arrêtés par Adolf Hitler, le 25 avril 1945, et condamnés à mort ». Après le suicide de Hitler, ils sont évacués vers le château de Mauterndorf, qui appartenait à Göring. Le 7 mai, Göring est arrêté par les Américains, alors qu'elle se réfugie au château de Veldenstein, aux alentours de Nuremberg, « avec sa fille, sa femme de chambre et l'infirmière de Göring » et que la bâtisse est en train d’être dévalisée par des pillards. Emmy est arrêtée le 25 octobre de la même année. Sa fille est confiée, un temps, à des paysans, avant qu’elle ne rejoigne sa mère en son lieu d'incarcération, la prison de Straubing.

### Après la Seconde Guerre mondiale

#### Hermann Göring au tribunal de Nuremberg
Lors du procès de Nuremberg, où son époux est jugé (entre novembre 1945 et octobre 1946), Emmy Göring et sa fille sont placées dans une maison de campagne de deux pièces (situées à Sackdillung, non loin de Neuhaus/Oberpfalz, à 30 km de Nuremberg) sans eau courante ni électricité ; sa nombreuse garde-robe est en outre réduite à peu de choses[réf. nécessaire]. Elle souhaite pouvoir rendre visite à son mari et contacte pour cela le tribunal militaire. Elle écrit alors : « Je n’ai pas vu [Göring] depuis quinze mois et il me manque si terriblement que je ne sais pas comment m’en sortir ; si je pouvais seulement le voir quelques minutes et lui tenir la main… Mon mari se fait beaucoup de soucis pour mon enfant et moi, qui sommes sans protection et sans assistance ».
Elle n’obtient un droit de visite que le 12 septembre 1946, mais craint pour le verdict. Elle confie alors à Henriette von Schirach : « Ils ne peuvent quand même pas le pendre. Imaginez, Hermann à une potence ! On nous trompe certainement ! ». Comme les femmes des différents accusés, Emmy peut visiter son mari trente minutes par jour, huit fois seulement pendant les quinze journées précédant le verdict du tribunal. Anna-Maria Sigmund note : « Conformément aux dispositions strictes de sécurité, Göring était enchaîné à son gardien et le couple restait séparé par une paroi vitrée ainsi qu’un grillage à mailles fines. Edda récitait de petits poèmes et ses parents s’entretenaient désespérément de choses sans importance ». Göring condamné à mort, le couple se voit pour la dernière fois le 7 octobre 1946 : pendant ce moment, Emmy lui déclare : « Tu peux maintenant mourir avec la conscience tranquille et pure. Tu as fait ici à Nuremberg tout ce que tu pouvais pour tes camarades et pour l’Allemagne… Je penserai toujours que tu es mort pour l’Allemagne » alors que Göring lui assure qu’il ne sera pas pendu. Effectivement, il se suicide avec une capsule de cyanure le 15 octobre ; et s’il apparaîtra que celui qui la lui a fourni semble être un jeune gradé américain, Emmy compta un temps parmi les suspects, mais elle est rapidement disculpée. Elle a contesté  jusqu'à la fin de sa vie être à l'origine de la fourniture de poison à son mari.

#### Arrestation et incarcération d’Emmy Göring
Le 29 mai 1947, elle reçoit un ordre d’arrestation, comme toutes les épouses des « condamnés à Nuremberg ». Toutes sont accusées d’avoir tiré profit de leur position pendant le régime nazi. Comme Henriette von Schirach, épouse du gauleiter de Vienne et responsable des Jeunesse hitlériennes, Baldur von Schirach, elle est internée avec un millier de femmes à Göttingen dans cinq baraquements datant de l'époque nazie. « L'un des deux avocats d’Emmy Göring, le Dr Strobl, compara l’incarcération de sa cliente aux procès des sorcières au Moyen Âge, tandis que le second, le Dr Ebermayer, fit appel dès juin 1947 ».
Elle écrit une lettre aux autorités compétentes le 31 octobre, où elle dénonce ses conditions d’incarcération, affirmant souffrir de crises de sciatique depuis l'âge de 35 ans ainsi que d'une phlébite au bras droit : « On m’a mise sur un brancard et on m’a fait voyager jusqu’ici pendant sept heures parce que, prétendument, j’aurais fait une tentative de fuite en zone anglaise… je suis maintenant alitée ici depuis cinq mois, avec des douleurs immenses… J’ai 54 ans, et j’ai subi infiniment de choses ces dernières années. Monsieur le ministre, vous connaissez peut-être mon dossier, j’étais complètement apolitique, j’ai aidé des personnes persécutées pour des raisons racistes et politiques quand et où je le pouvais, il y a suffisamment de déclarations formelles là-dessus. Ma seule charge est d’être la femme de Hermann Göring. Il est inconcevable de punir une femme parce qu’elle a aimé son mari et a été heureuse avec lui » ; elle presse ensuite le ministre d’être rapidement convoquée devant la chambre de dénazification, et le cas échéant de bénéficier d’une mise en liberté temporaire afin de ne pas avoir à passer l'hiver dans ces baraquements, en vain. Le 20 juillet 1948, elle est mise en accusation par la chambre de dénazification du camp de travail et d'internement de Garmisch-Partenkirchen, par le procureur Julius Herf, qui dépose en outre une motion la classant parmi les suspects de première catégorie. Selon lui, son attachement à Göring lui faisait automatiquement embrasser l’idéologie nationale-socialiste, chose supplantée également par toutes les largesses et la vie luxueuse que celui-ci mettait à sa disposition. On met également en avant que sa nomination au théâtre national de Berlin, en 1933, n’était que la conséquence de l’arrivée des nazis au pouvoir.

#### Procès
Se justifiant sur son train de vie et ses tenues, Emmy Göring déclarait le 28 juillet 1948 que cela n’avait été fait que pour plaire à son mari, ce à quoi le procureur lui opposa le 20 octobre : « À l’occasion d'une représentation, l'intéressée est entrée à l’opéra national de Vienne vêtue d’un manteau d’hermine blanc, avec des bijoux précieux, et fit scandale dans le public ». Elle insiste cependant sur le fait qu’elle n’était pas une « personne politique ». En effet, l’acte d’accusation relève : « l’intéressée fut admise au parti de la manière suivante : à Noël 1938, Hitler lui communiqua par téléphone que l’affiliation lui avait été octroyée. Elle avait reçu le numéro d’un membre (744606) décédé en 1932 [Les numéros les plus bas étaient très convoités car il possédaient une haute valeur de prestige et témoignaient d'un attachement ancien au NSDAP]. L’intéressée fut membre de la Ligue des femmes nazies et de la Chambre du théâtre du Reich ».
Emmy Göring déclare n'avoir jamais rien su des camps de concentration et d’extermination : « À mes yeux, ces camps étaient toujours destinés à la rééducation politique, tels que Hermann les avait envisagés dès le début… je ne peux imaginer qu’il ait été au courant de l’ampleur des événements effroyables dans un camp hors de l’Allemagne, à Auschwitz ». À son crédit, elle comptait avant et après son mariage des amis juifs, comme le professeur Jessner et plusieurs de ceux-ci, pour lesquels elle avait intercédé, ont témoigné en sa faveur lors de son procès. Le tribunal déclare ainsi que « l’intéressée s’est engagée dans une série d’affaires pour d'anciens collègues (juifs) qui, en situation difficile, se tournaient vers elle. Mais il ne peut pourtant pas être question de mobiles anti-nationaux-socialistes ».
Parmi les personnalités venues témoigner en sa faveur (une quinzaine), on note l’acteur Gustaf Gründgens ou le pasteur Jentsch, qui n’hésite pas à la qualifier de « combattante religieuse ». Condamnée en tant que membre du groupe II (« bénéficiaire du régime nazi »), elle doit restituer trente pour cent de ses biens matériels et exécuter une peine d’un an dans un camp de travail, que ses conditions préalables de détention annulent de fait. Elle n’a en outre pas le droit de se produire sur scène durant cinq ans, mais recouvre la liberté. Cette libération suscite des oppositions, comme le montre une manifestation de trois cents femmes, à Stuttgart, le 28 juillet 1948. Elles exigent, en vain, qu’elle soit placée dans le groupe I, que tous ses biens acquis depuis 1933 soient saisis et qu'une nouvelle sanction plus sévère soit prononcée.
Elle s’engage dans d’autres procès en 1949, afin de récupérer certains biens (notamment artistiques, comme la Madone de Cranach ainsi qu’une autre toile du maître, « Repos pendant la fuite en Égypte, une madone du XVe siècle de l’Allemagne du Sud, des couverts en or, des tapis japonais et infiniment plus »), au nom de sa fille, bien qu'on lui objectât que ces présents lui avaient été faits grâce à la position de son époux. Cette affaire judiciaire se poursuit jusque dans les années 1950, avec Edda elle-même, qui jouit un temps des tableaux, dans la mesure où le maire de Cologne avait voulu se faire bien voir du régime nazi et ne subissait pas de pression de Göring. La ville récupère le tableau en 1954, néanmoins l’État de Bavière dut remettre à la jeune fille des bijoux d’une valeur de 150 000 DM.

#### Fin de vie
Elle vit ensuite avec sa fille à Sackdillung, puis à Munich dans un « petit appartement commun », Edda étudiant le droit avant de devenir assistante médicale tout en restant célibataire et dévouée à sa mère.
En 1967 paraissent ses mémoires, An der Seite meines Mannes, dans lesquelles elle s'efforce de minimiser le rôle politique qu'elle a joué aux côtés de son mari tout en magnifiant son personnage et occultant les crimes dont il était l'instigateur. Elle y déclare que même si « [s]on mari n'était pas un saint […], je l'aimais et me dis qu'à travers ce personnage se cachait quelqu'un de sensible, d'intelligent, de cultivé et de simple ». Elle a bénéficié pour sa rédaction de l’aide des écrivains et juristes Erich Ebermayer et Alfred Muhr (de), qui ne furent pourtant pas mentionnés dans les remerciements.
Elle meurt à Munich, le 10 juin 1973, dans son appartement.

## Filmographie
- 1932 : Goethe lebt...!
- 1934 : Guillaume Tell (en)
- 1935 : Oberwachtmeister Schwenke (« Le policier Schwenke »)

### Récompense
- Prix de la femme du cinéma pour Guillaume Tell (1935)

## Publication
- Emmy Göring, Göring, le point de vue de sa femme, Paris, Presses Pocket, 1963.